# Eugène Pottier
Eugène Edine Pottier (ur. 4 października 1816 w Paryżu, zm. 6 listopada 1887 tamże) – francuski rewolucjonista socjalistyczny, poeta, autor Międzynarodówki.
Wolnomularz, był jednym z przywódców Komuny Paryskiej.